# Niedamirów
Niedamirów (Duits: Kunzendorf) is een dorp in de Poolse woiwodschap Neder-Silezië. De plaats maakt deel uit van de gemeente Lubawka.